# 约翰·拉姆
约翰·拉姆（英语：John Lambe，1944年-），英国连环强奸犯，俗称M5高速公路强奸犯（M5 Rapist），直至被捕前强奸至少18名年龄15-74岁间女性。1981年，约翰·拉姆被判决12项强奸罪及6项强奸未遂与非法拘禁罪成立，判处12个终身监禁。